# Ил-6
Ил-6 — опытный дальний бомбардировщик-торпедоносец разработки ОКБ-39 под руководством С. В. Ильюшина, призванный заменить Ил-4 в авиации ВМФ. Внешне похож на увеличенный Ил-4.
Испытания начались 7 августа 1943 года (сначала В. К. Коккинаки — заводские, затем А. Н. Гринчик и Н. С. Рыбко — ЛИИ). Летом 1944 года были установлены новые двигатели АЧ-30БФ по 1900 л. с. Был построен один экземпляр, после чего проект был закрыт, так как не удалось нужным образом доработать двигатели.

## Лётно-технические характеристики
Источник данных: 

Технические характеристики
- Экипаж: 3 чел.
- Длина: 17,38 м
- Размах крыла: 26,07 м
- Высота: 4,20 м
- Площадь крыла: 84,80 м²
- Масса пустого: 11930 кг
- Нормальная взлётная масса: 16100 кг
- Силовая установка: 2 × ДД АЧ-30Ф
- Мощность двигателей: 2 × 1900 л. с.

Лётные характеристики
- Максимальная скорость:  
  - У земли: 400 км/ч
  - На высоте: 464 км/ч
- Крейсерская скорость: 350—380 км/ч (при дальности 5000 км)
- Практическая дальность: 5450 км (при скорости 340 км/ч с нагрузкой 1000 кг)
- Практический потолок: 7000 м
- Скороподъёмность: 174 м/мин

Вооружение
- Стрелково-пушечное: до пяти автоматических пушек Ш-20 (по другим данным — три пулемёта ШКАС)
- Бомбы: до 4500 кг или 2 торпеды